# Vloerbrood

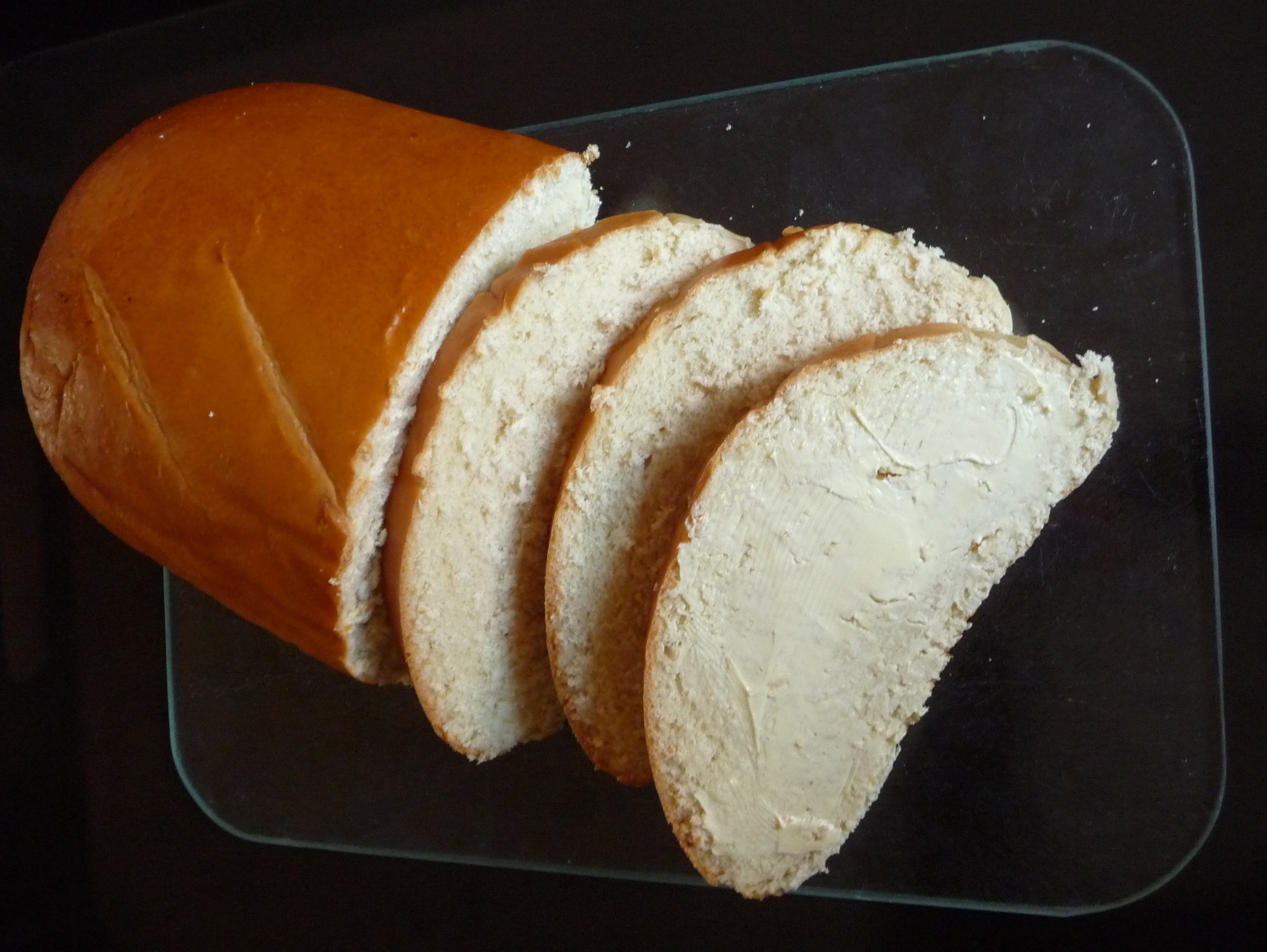
Duivekater, een type vloerbrood.

Vloerbrood is brood dat niet in een vorm wordt gebakken, maar direct op de bodem of plaat (vloer) van een oven.

## Omschrijving
De term 'vloerbrood' slaat niet op een type brood met een specifieke samenstelling, maar op de manier waarop het wordt gebakken. Omdat de 'vloer' van een oven heel heet kan worden, zorgt dit ervoor dat het deeg van het brood snel dichtschroeit. Hierdoor kan de korst heel knapperig worden. 
Een vloerbrood kan echter wel in een bakblik of andere soort vorm worden gebakken, maar in dat geval gaat het om een speciaal type vorm, dat een stuk lager is dan normaal.
Omdat een vloerbrood dus niet wordt gebakken in een vorm kan het allerlei verschillende vormen hebben. Het kan bolvormig zijn, maar ook langwerpig. Ook kan de bovenkant van de korst gebarsten zijn.

## Voorbeelden
Enkele bekende broden die als vloerbroden worden gebakken zijn onder andere de Duivekater en het Rotterdams waterbroodje.